# بيلي غرير
بيلي غرير (بالإنجليزية: Billy Greer)‏ هو موسيقي أمريكي، ولد في 26 يناير 1952 في سورغوينسفيل في الولايات المتحدة.

## وصلات خارجية
- الموقع الرسمي
- بيلي غرير على موقع ميوزك برينز (الإنجليزية)
- بيلي غرير على موقع ديسكوغز (الإنجليزية)